# 南海8200系電車
南海8200系電車（なんかい8200けいでんしゃ）とは、1982年（昭和57年）に登場した南海電気鉄道の一般車両（通勤形電車）の一系列である。
本項では、同系列の更新車である6200系電車50番台についても記述する。
以下では、難波方先頭車の車両番号+F（Formation=編成の略）を編成名として表記する。

## 概要
高野線区間運転用として開発された、20 m級4扉オールステンレス車体の一般車両である。三日市町駅 - 橋本駅間の複線化工事の進展に合わせ、1982年（昭和57年）から1985年（昭和60年）にかけて6両編成×3本が東急車輛製造で製造された。
1975年（昭和50年）に試作された電機子チョッパ制御車である8000系の使用実績を踏まえた上で、8000系と同様に電機子チョッパ制御を採用した車両を導入するか、界磁チョッパ制御を採用した車両を導入するかが検討された。製造費、電力費、勾配線における回生効率、平坦区間での高速走行特性等を考慮して、総合的に低コストな界磁チョッパ制御が南海で初めて採用された。
2013年（平成25年）には更新工事が開始され、製造された18両すべてが6200系50番台へ形式変更されている。

## 車体
外観の基本的なスタイルは6200系を踏襲するが、有限要素法による軽量ステンレス構造を採用したため、内部構体が全面的に見直されている。これにより6200系と同等の強度、剛性を保ちながら一段と軽量化が進められている（1両あたり約1 t）。車体断面は屋根肩部に丸みを出し、柔らかさが感じられるよう工夫している。
窓配置は6200系と同様で、制御車がd1D2D2D2D1、中間電動車が1D2D2D2D2（d：乗務員室扉、D：側引戸）、中間電動車は車端部の窓が1枚の方が難波寄りとなる。側面のコルゲーションも6200系と同一である。
前面は6200系の三面切妻構造を基本に、外周部にFRP製の縁飾りを取り付けて、俗に額縁スタイルと呼ばれる正面形状にしている。また前面窓は下辺を引き下げて大型化したため、前照灯の位置もその分低く取られており、部品構成は変わらないものの全体的に6200系とは印象の異なる前面デザインとなった。貫通扉の下部には初めて車号板を設置し、編成の判別を容易にしている。なお、最終増備の8705Fでは9000系の意匠が細部に取り入れられ、前面縁飾りが9000系同様シャープな形状となっている。
竣工当初は各編成とも無塗装仕上げであったが、関西新空港開港に伴うCI戦略によりオレンジと青のストライプを貼付した現行塗装に変更されている。

### 客室
アコモデーションも6200系に準じたシンプルなオールロングシートであるが、車内各部の金属面や小ネジ類の露出を極力少なくして細部の見付け向上を図っている。また出入口部の床材には滑り止めを設け、乗降時の安全性に配慮している。8703Fからは吊り手棒受けの形状が変更されている。
戸閉機は、単気筒複動Vベルト方式で小型軽量化された東洋電機製造製 Y1-E-M形 を採用し、従来の左右独立差動方式から大幅な低騒音化を実現した。
冷房装置は従来通り冷凍能力10,500 kcal/hの三菱電機製 CU-191A形 集約分散式を各車4基ずつ搭載し、客室天井には混雑時の冷房効率を高めるため、三菱電機開発のラインデリアを新たに4台設けている。なお、8705Fはロータリーコンプレッサー搭載の CU-191B形 に変更されている。

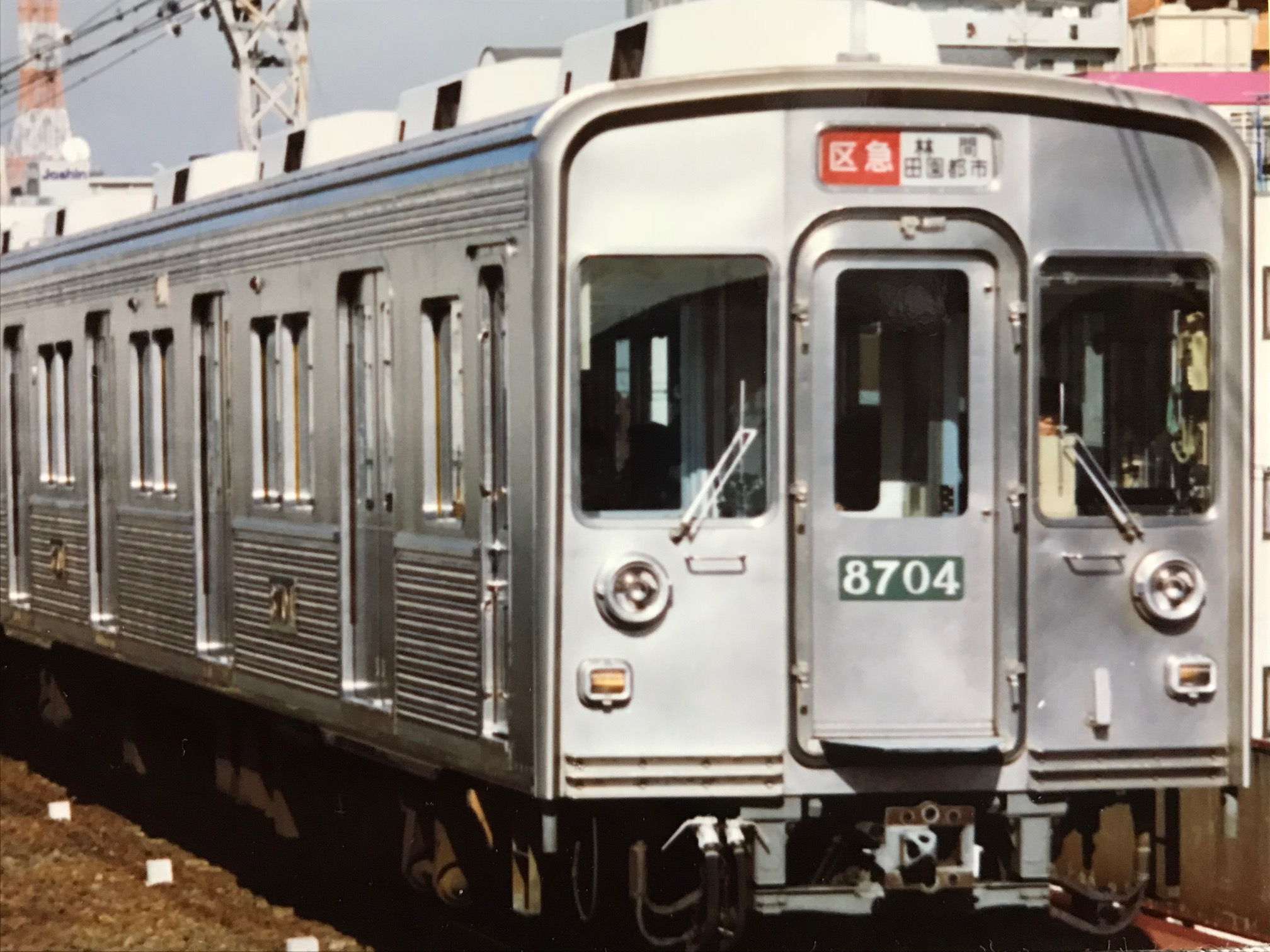
無塗装時代の8200系
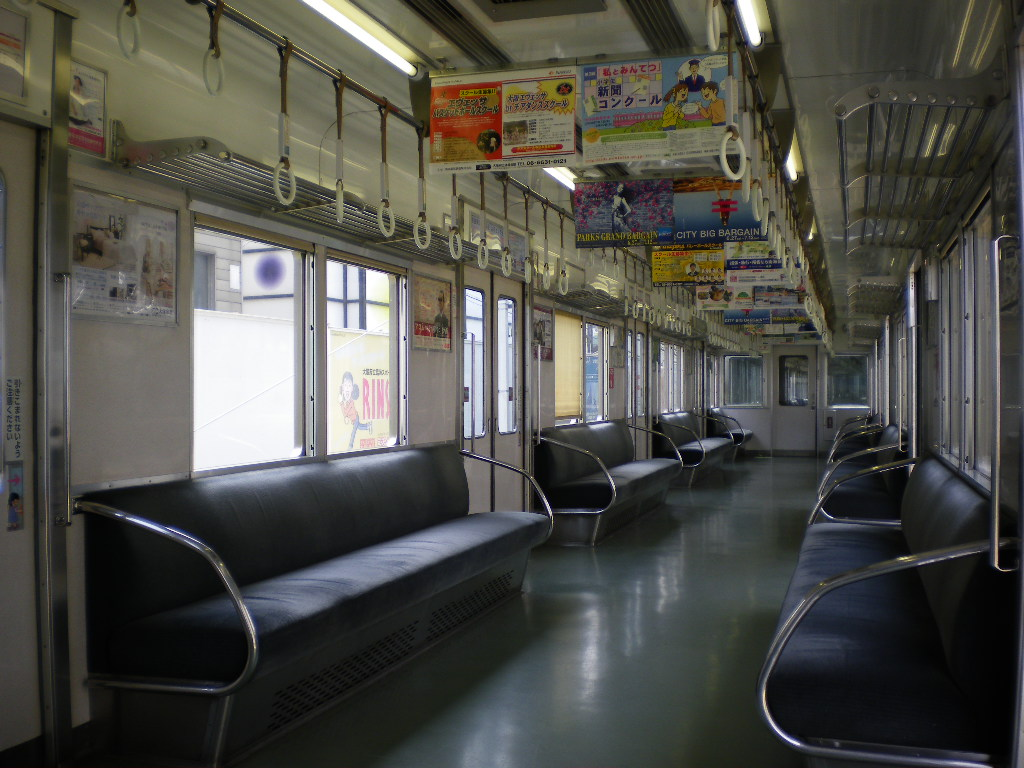
8200系 車内

## 主要機器

### 制御装置
制御装置は三菱電機製 FCM-218-15MRDH形 で、モハ8201形奇数車に2基の東洋電機製造製 PT-4803-A-M形 下枠交差式パンタグラフとともに搭載する。この制御装置は通常の電動カム軸式抵抗制御器とGTOサイリスタ素子による界磁チョッパ装置とのペアで構成され、抑速ブレーキ時も含め回生ブレーキに対応する。中速以上での走行中は電機子電流を0Aとする惰行制御を採用し、主回路モードを単一化して応答性を高めている。また、並列段における回生失効時には発電ブレーキへ即時に切り替える機構を搭載し、勾配区間でのフェイルセーフを確保する設計とされている。
1984年（昭和59年）3月竣工の8703Fからは力行直並列切り替え時の前後動ショック防止策がなされたほか、1987年（昭和62年）11月には各編成の界磁チョッパ装置にモニタ装置が追加された。

### 主電動機
界磁チョッパ装置の動作の関係で、直流複巻電動機の三菱電機製 MB-3280-AC形（端子電圧375 V時、定格出力160 kW）が装架される。駆動装置はWN式平行カルダンドライブ方式、歯数比は85：16（5.31）である。

### 台車
6200系と同様、2枚の板ばねで軸箱を支持するS形ミンデン台車の住友金属工業製 FS-392B形（電動車）・092形（制御車）を装備する。

### ブレーキ装置
HSC系電磁直通ブレーキに回生ブレーキとの同期機能を付加した HSC-R形 を搭載する。

### 空気圧縮機
6200系のものと同じ容量ながら、低騒音で保守が比較的容易な新設計の空気圧縮機を採用した。

## 形式
全ての編成が6両固定編成だが、導入当時は2M2Tの4両または4M2Tの6両を基本組成とする設計で、それらの組み合わせで4・6・8・10両と多様な編成を組めることを目指していた。
- クハ8701形 - 制御車。奇数車はTc1、偶数車はTc2で、いずれも主要機器は搭載しない。
- モハ8201形 - 中間電動車。奇数車と偶数車でペアを組む1C8M制御。

奇数車（M1） - 集電装置（パンタグラフ）と制御装置を搭載する。
偶数車（M2） - 140 kVA級電動発電機・空気圧縮機・蓄電池を搭載する。

## 6200系50番台
界磁チョッパ装置の交換用部品が需要の減少とともに製造されなくなり、部品調達が徐々に困難な状況となった。このため8200系の更新にあたっては主要機器の継続使用を断念し、6200系4両編成と同様のVVVFインバータ制御への改造が決定された。6200系4両編成に続いて2013年（平成25年）より更新工事が開始されたが、この際に他系列との併結制限が解除され6200系6両編成と同等の汎用性を有するようになることから、同時に形式が変更され6200系50番台となった。

### 更新工事
施工内容は6200系4両編成の更新工事と基本的に同じであるが、6両編成であるため一部の内容が見直されている。
- 制御方式を界磁チョッパ制御から8000系（2代）に準じたIGBT素子VVVFインバータ制御（1C4M方式）に変更
- 主電動機を直流複巻電動機からかご形三相誘導電動機（東洋電機製造TDK-6314-A形・定格出力200 kW）に換装
- 電動発電機（BLMG）を静止形インバータ（SIV）に更新（6200系4両編成より1基あたりの容量増）
- 空気圧縮機を交流駆動に変更（一部は直流駆動の従来品を改修・再用）
- 難波方から2両目の車両につき橋本方の集電装置を撤去
- 難波方から3両目の車両を電装解除し付随車化
- 両先頭車へのスカート・電気連結器設置
- 先頭台車への増粘着剤噴射装置設置
- LED式車内案内表示器・ドアチャイム・開扉誘導鈴・扉開閉警告表示灯・扉開閉予告放送[注 2]の設置
- 座席端の仕切りパイプの形状と化粧板の変更
- 車椅子スペースの設置（各車両の橋本寄り出入口付近）
- 客室灯をLED照明に交換（6553Fのみ。他の更新済み2本は追って改造[8]）

なお、戸閉機は既存搭載品を流用しているため、6200系4両編成で採用された戸閉減圧機構は装備していない。
更新工事により6000系・6300系の2両と併結し8両編成を組むことが可能になった。また他車との併結時には自動的に相手車両を識別するとともに、制御方式の違いによる加減速性能の不統一を避けるため、自車の運転特性を併結相手に合わせる機能が搭載された。
2013年（平成25年）11月に8703Fから改造された6551Fが更新工事を終えて出場し、営業運転を開始した。その後2014年（平成26年）10月に6552F（元8705F）が、2015年（平成27年）10月には6553F（元8701F）がそれぞれ更新工事を終えて営業運転に就いている。これにより8200系は形式消滅した。また、8000系（初代）が既に日立製作所製の制御装置に載せ替えられていたため、南海で三菱電機製の制御装置を使用する車両もこれをもって無くなった。

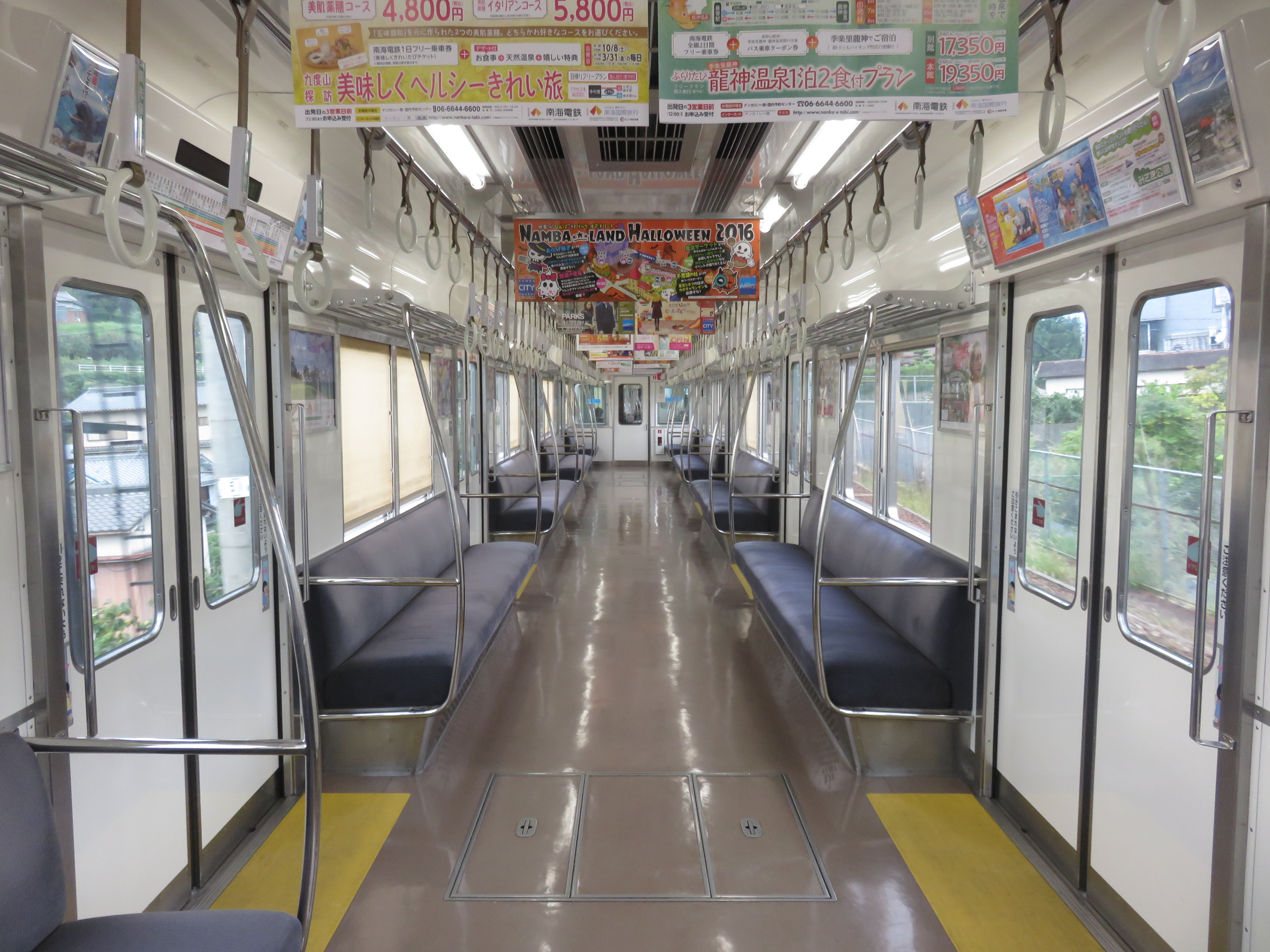
6200系50番台 車内
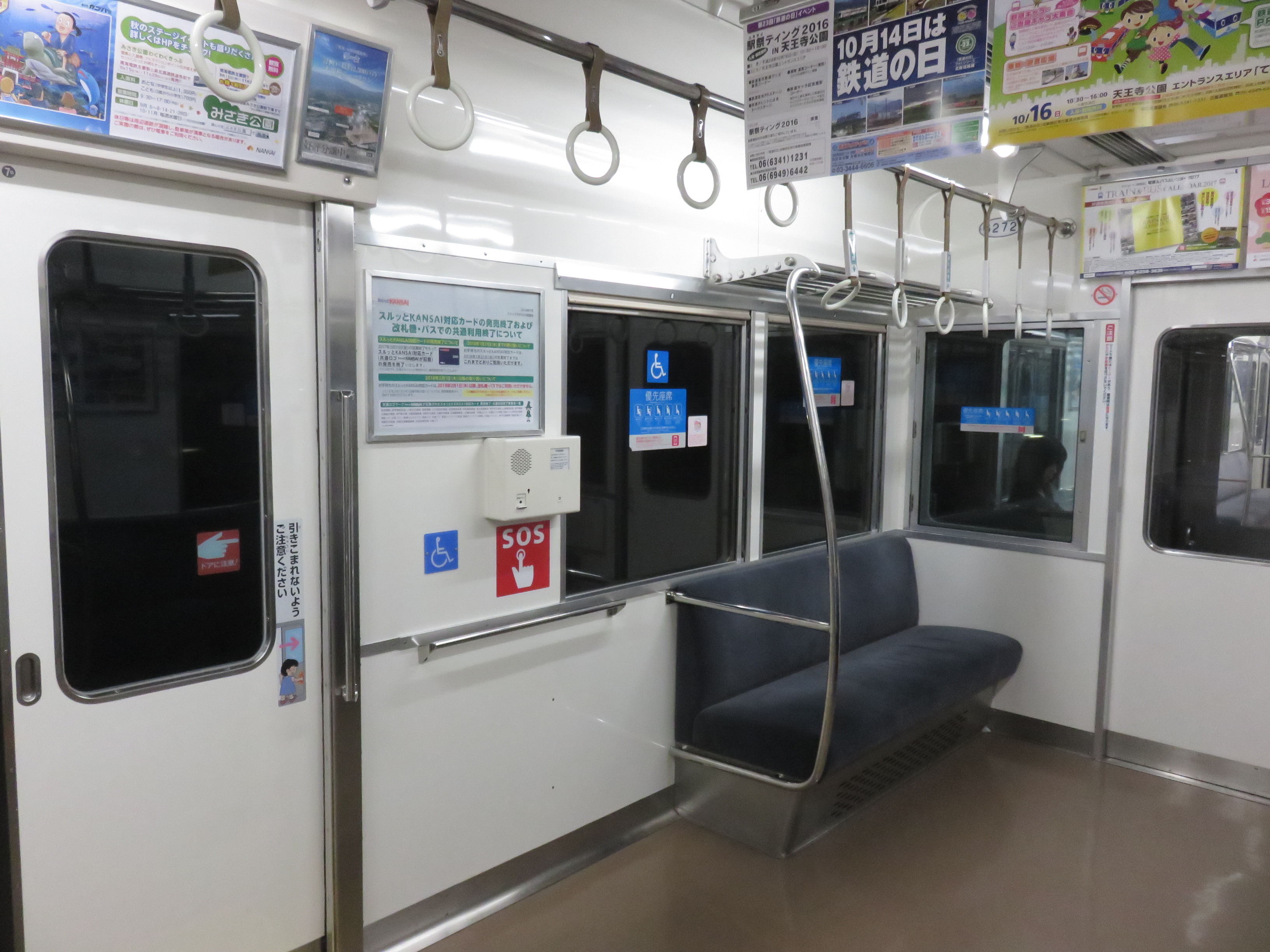
車椅子スペース
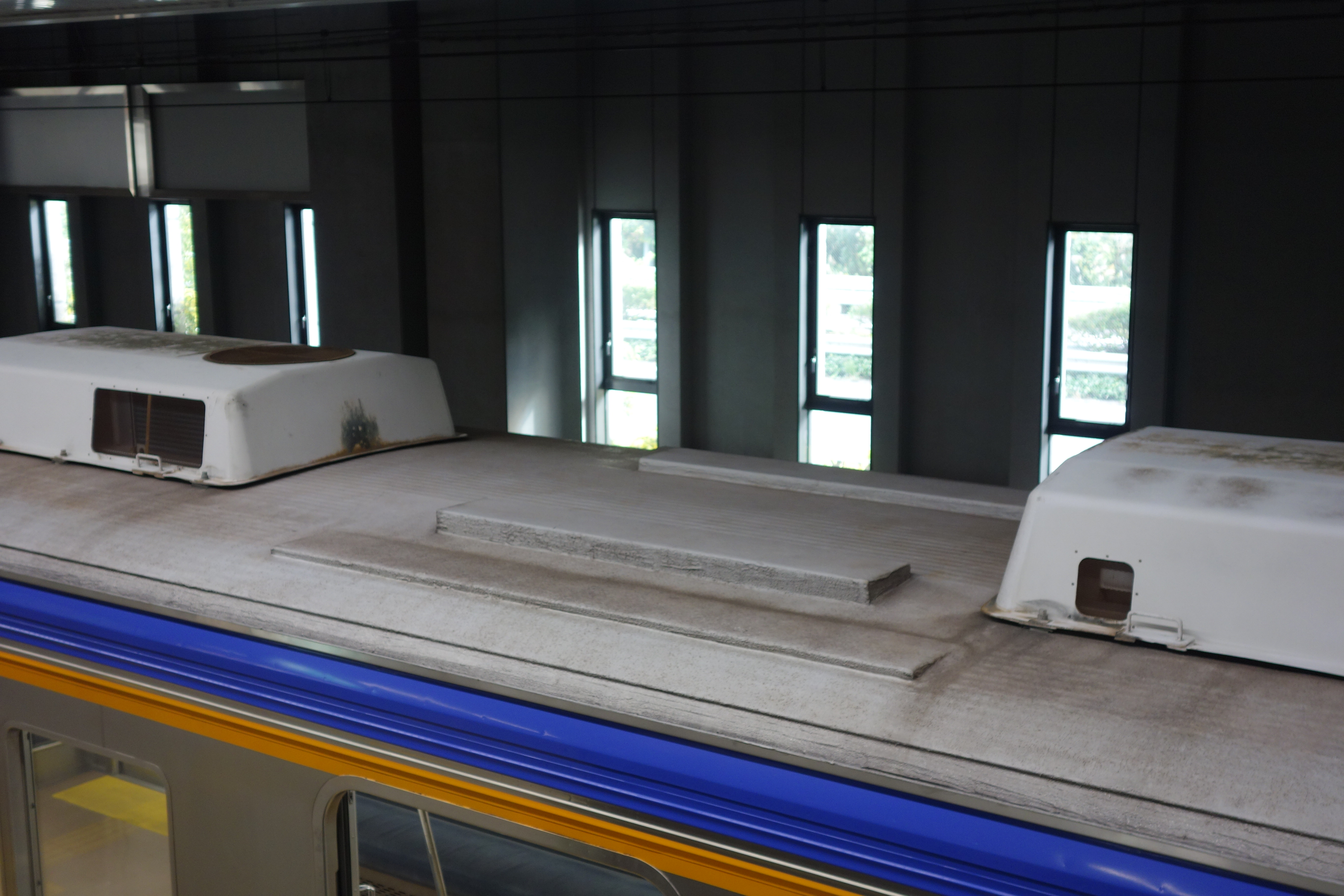
集電装置の撤去部分
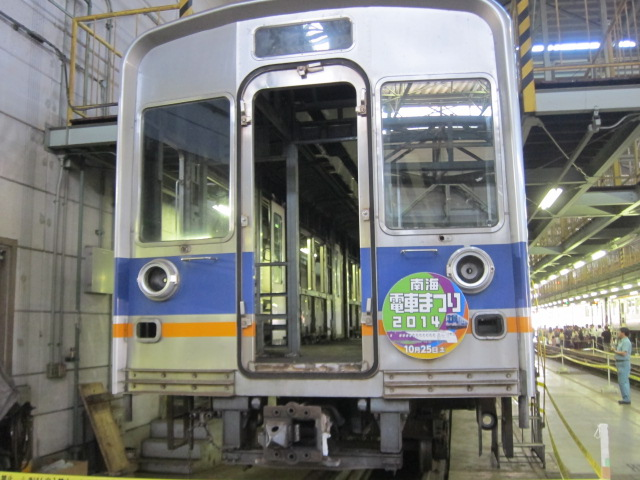
改造中の車体 （南海電車まつり2014会場にて）

## 運用
当初は高野線難波駅 - 三日市町駅間と泉北高速線で使用されていたが、1985年（昭和60年）6月16日のダイヤ改正で林間田園都市駅まで、1995年（平成7年）9月1日のダイヤ改正で橋本駅まで入線可能となったため、現在では難波駅 - 橋本駅間と泉北線で使用される。
本系列は前述の通り、登場当初は多様な編成を組むことを想定していたが、6両編成×3本のみの製造に留まったため、同形式・異形式かかわらず他車との併結は行われなかった。
更新工事により、従来通りの6両編成での単独運転のほか、6000系や6300系2両と併結した8両編成でも運転されるようになった。なお、システム上は6000系、6300系、6200系（未更新車・更新車とも）の4両と併結した10両編成も組成可能であるが、現行ダイヤでは10両編成で運転される列車がないため実績はない。

## 編成表

### 8200系
| ← 難波橋本・和泉中央 → | ← 難波橋本・和泉中央 → | ← 難波橋本・和泉中央 → | ← 難波橋本・和泉中央 → | ← 難波橋本・和泉中央 → | ← 難波橋本・和泉中央 → | ← 難波橋本・和泉中央 → | ← 難波橋本・和泉中央 → |
| ---------------------- | ---------------------- | ---------------------- | ---------------------- | ---------------------- | ---------------------- | ---------------------- | ---------------------- |
| 形式                   | クハ 8701 （Tc1）      | ◇ モハ 8201 （M1）     | モハ 8201 （M2）       | ◇ モハ 8201 （M1）     | モハ 8201 （M2）       | クハ 8701 （Tc2）      | 竣工                   |
| 搭載機器               |                        | CONT1                  | MG CP                  | CONT1                  | MG CP                  |                        | 竣工                   |
| 車両番号               | 8701                   | 8201                   | 8202                   | 8203                   | 8204                   | 8702                   | 1982/03/10             |
| 車両番号               | 8703                   | 8205                   | 8206                   | 8207                   | 8208                   | 8704                   | 1984/03/12             |
| 車両番号               | 8705                   | 8209                   | 8210                   | 8211                   | 8212                   | 8706                   | 1985/08/08             |

### 6200系50番台
| ← 難波橋本・和泉中央 → | ← 難波橋本・和泉中央 → | ← 難波橋本・和泉中央 → | ← 難波橋本・和泉中央 → | ← 難波橋本・和泉中央 → | ← 難波橋本・和泉中央 → | ← 難波橋本・和泉中央 → | ← 難波橋本・和泉中央 → |
| ---------------------- | ---------------------- | ---------------------- | ---------------------- | ---------------------- | ---------------------- | ---------------------- | ---------------------- |
| 形式                   | クハ 6550 （Tc1）      | ◇ モハ 6270 （M3）     | サハ 6850 （T）        | ◇ モハ 6250 （M1）     | モハ 6260 （M2）       | クハ 6560 （Tc2）      | 更新                   |
| 搭載機器               | SIV                    | CONT2 CP               |                        | CONT2 CP               | CONT2                  | SIV                    | 更新                   |
| 車両番号 （旧車号）    | 6551 （8703）          | 6271 （8205）          | 6851 （8206）          | 6251 （8207）          | 6261 （8208）          | 6561 （8704）          | 2013/11/29             |
| 車両番号 （旧車号）    | 6552 （8705）          | 6272 （8209）          | 6852 （8210）          | 6252 （8211）          | 6262 （8212）          | 6562 （8706）          | 2014/10/06             |
| 車両番号 （旧車号）    | 6553 （8701）          | 6273 （8201）          | 6853 （8202）          | 6253 （8203）          | 6263 （8204）          | 6563 （8702）          | 2015/10/09             |

凡例
- CONT1：制御装置（界磁チョッパ制御）
- CONT2：制御装置（VVVFインバータ制御）
- MG：電動発電機
- SIV：静止形インバータ
- CP：空気圧縮機
- ■：弱冷車
- ■：女性専用車両ステッカー

6200系50番台では各車両の形式名を、以前の「xxx1形」標準から「xxx0形」に変更している。これは以降に登場する各車系にも適用されている。